# Zjawisko magnetokaloryczne
Zjawisko magnetokaloryczne – zjawisko podgrzewania się niektórych magnetyków pod działaniem zewnętrznego pola magnetycznego.
Po usunięciu pola, magnetyki obniżają swoją temperaturę.
Przeprowadzane są próby skonstruowania urządzeń chłodniczych w oparciu o chłodzenie magnetyczne z zastosowaniem pól magnetycznych wytwarzanych przez nadprzewodniki.

## Substancje wykazujące właściwości magnetokaloryczne
Czyste żelazo, gadolin, krzem, german.